# Листовёртка плоская розанная
Листовёртка плоская розанная (лат. Acleris bergmanniana) — вид бабочек из семейства листовёрток. Распространён в Западной Европе, Европейской части России, на Кавказе, в Узбекистане, Хабаровской, Амурской и Сахалинской областях, Чите, Бурятии, Южной Сибири и на Корейском полуострове, а также в Северной Америке. Обитают на опушках лесов, в зарослях шиповника и розарии. Гусеницы встречаются в сплетённых листьях роз и шиповника, а также малины сахалинской. В Европе насекомые в анабиоз впадают в стадии яйца. Размах крыльев бабочек 11—15 мм.